# キタハイイロクイナ
キタハイイロクイナ（学名：Rallus nigricans） は、ツル目クイナ科に分類される鳥類の一種である。本種をマダラクイナ属（Pardirallus）に分類する説もある。その場合学名は、Pardirallus nigricansとなる。

## 分布
コロンビア、エクアドル東部、ペルー中部から東部、ブラジル東部、アルゼンチン北部に分布する。

## 形態
体長27-29cm。ハイイロクイナと近縁であるがやや小型である。体の上面はオリーブ色がかった褐色で、顔と頸、胸、脇は灰青色、下尾筒は黒色である。虹彩は赤色、嘴は緑色で基部は緑黄色、脚は赤色である。

## 生態
低地の湿原や水辺の茂みの中に生息する。
茂みの中に営巣し、1腹3-4個の卵を産む。